# Heliophanus cupreus
De Heliophanus cupreus (tên tiếng Anh: gehaakte blinker) là một loài nhện trong họ Salticidae. Chúng phân bố ở miền Cổ bắc, inclusief België en Nederland. De gehaakte blinker là loài điển hình của chi Heliophanus.

## Hình ảnh

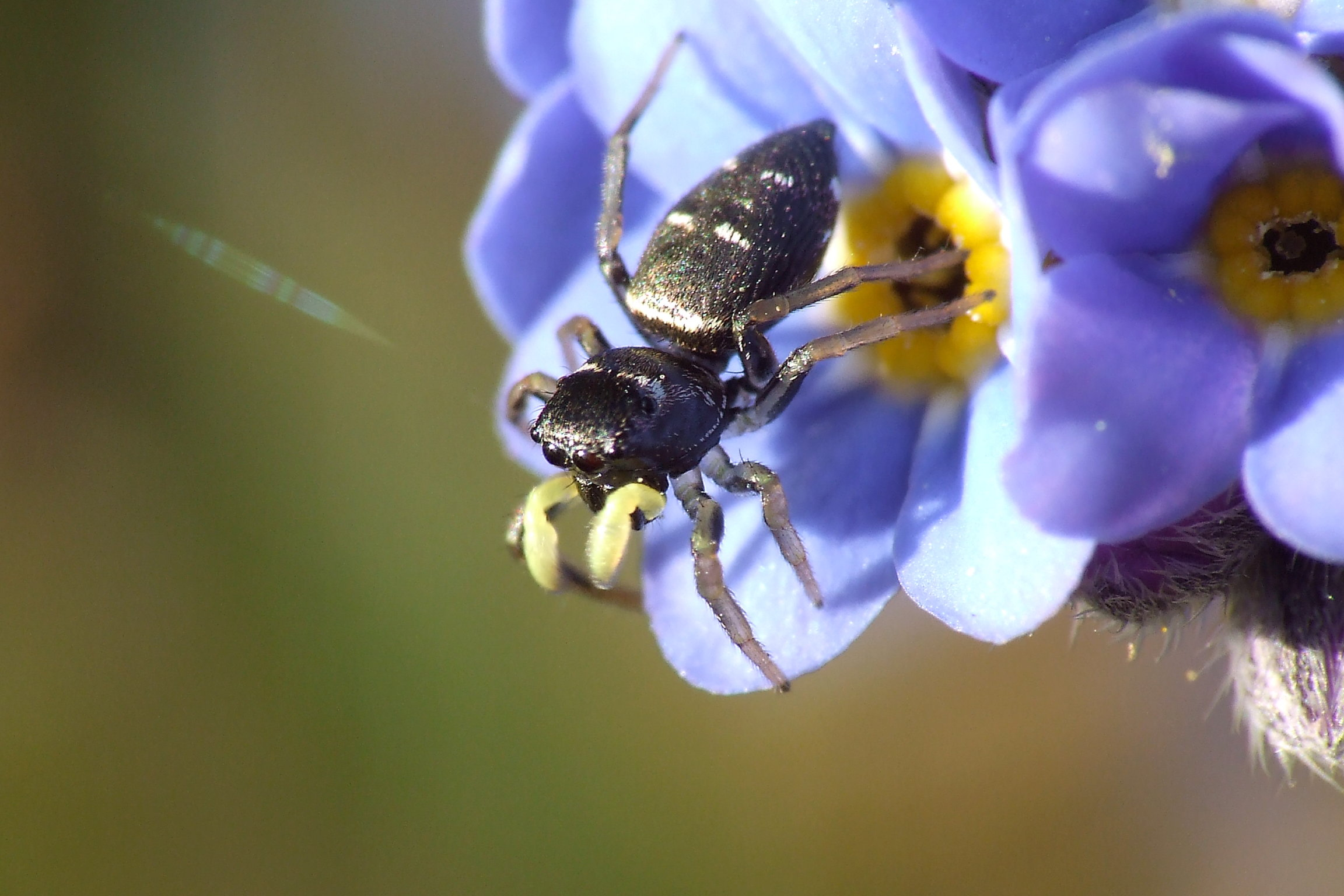
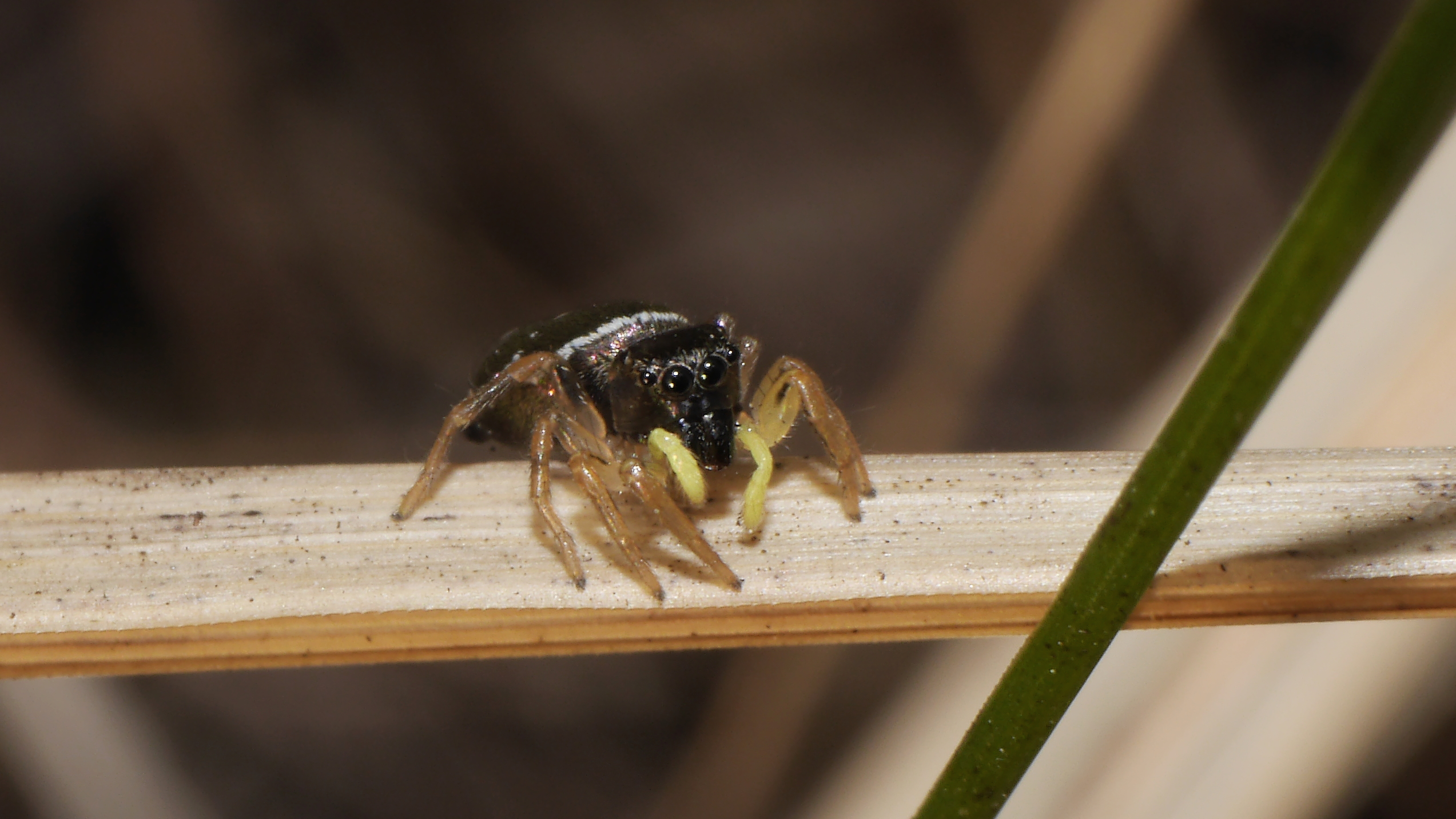
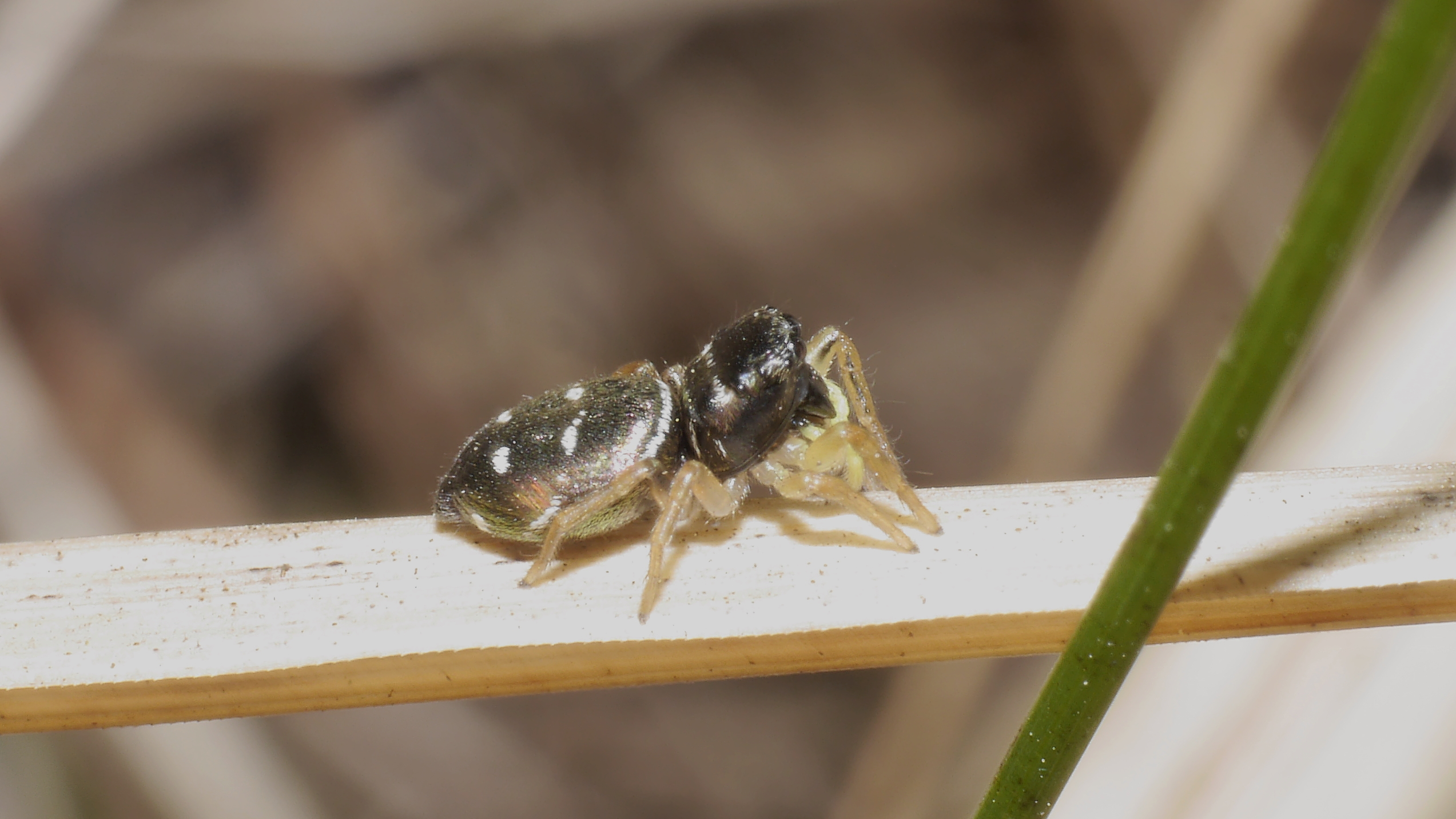
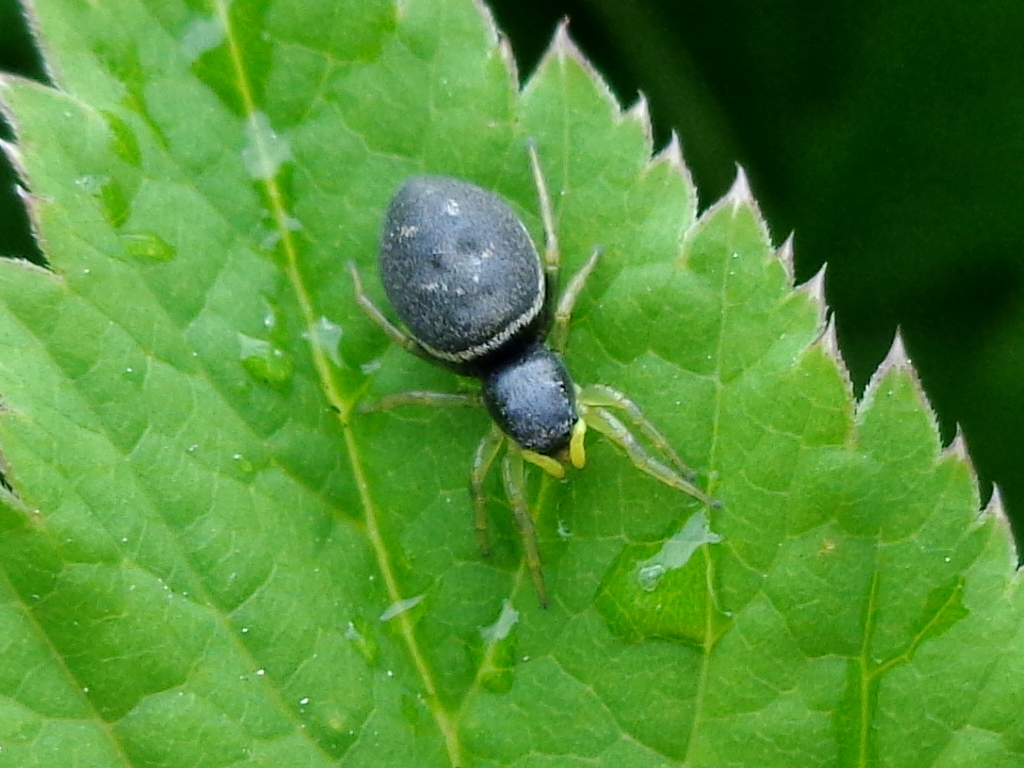